# Bob City Records
Bob City Records is een Nederlands platenlabel, waarop jazz-albums uitkomen.
Het in Amsterdam gevestigde label brengt sinds 2013 live-opnames uit die gemaakt zijn tijdens het North Sea Jazz Festival. Tot nu toe waren dat concertopnames van onder meer Miles Davis, Dizzy Gillespie, Ella Fitzgerald, Buddy Rich, Dexter Gordon, Jan Akkerman, Michiel Borstlap en Eric Vloeimans. De albums bestaan uit een cd en dvd.